# Paulin (Palczew-Parcela)
Paulin – część wsi Palczew-Parcela położona w Polsce, w województwie mazowieckim, w powiecie grójeckim, w gminie Warka.
W latach 1975–1998 miejscowość administracyjnie należała do województwa radomskiego.